# スポパーク松森
スポパーク松森（スポパークまつもり）とは宮城県仙台市泉区松森に2005年7月1日にオープンした複合健康施設である。建設にあたってはPFI方式が採用された。

## 概要
スポパーク松森は、仙台市が初めて民間資金を活用した社会資本整備（PFI）方式を活用した事業であり、仙台市内の建設業者の11社による共同体である松森PFIが自己資金で設計・建設・運営を行い、2020年に所有権を仙台市に移す方式で建てられた。民間資金は七十七銀行、日本政策投資銀行、みずほ銀行がこの整備事業に対して総額15億2千万円の融資を行うことによって賄われ、建設後は15年の間、仙台市が毎年2億5000万円ずつ事業者に支払う計画となっている。
仙台市のごみ処理施設、松森工場の北隣に位置し、工場の余熱は温浴施設の熱源やビオトープの運営に生かされている。

## 施設の特徴
主な施設としてプール（温水プール）、温浴施設（浴室、露天風呂、サウナ）、スタジオ2面、マシンジム・テニスコート・フットサル場・ゲートボール場、喫茶店などがあり、それらを複合したものである。このうち、温水プール、スタジオ、マシンジムはコナミスポーツ&ライフが、フットサル場は ミズノフットサルプラザが実質的な運営者（利用者へのサービスを直接行う事業者）である。

## 施設内での提供プログラム
スポパーク松森にはスタジオが2面あり、スタジオプログラムが開講されている。そのプログラム内容は運営者が展開している「コナミスポーツクラブ」とほぼ同じ内容であり、初心者でも楽しめるボディトレーニングシステムプログラムが提供されている。なお、プログラム構成は2005年10月31日に閉店したコナミスポーツクラブ泉店で行われていたスケジュールに順ずる形となっている。

## 所在地など
宮城県仙台市泉区松森字城前122-1
- 宮城県道35号泉塩釜線沿いにある
- 七北田川、国道4号仙台バイパスに近い

## 2005年宮城県沖地震による影響

### 地震での天井落下と改修工事
2005年8月16日11時46分25秒に襲った2005年宮城県沖地震によって、天井のタイルの9割方が崩落し、温水プール内にいた人にタイルが頭などに当たったり、タイル裏面の釘などの金具や、タイルの尖った部分などで手を切るなど、計31人（仙台市発表）の負傷者を出した。このため、仙台市は庁内に環境局、都市整備局、消防局で構成する「スポパーク松森事故対策検討委員会」を設置した。
プールは一般的に用いられている吊り天井型であり、当初施工業者は建築基準も満たしていると主張していた。しかし設計図によると、過去に天井落下事故があった芸予地震と2003年の十勝沖地震の検討に基づき国土交通省住宅局建築指導課などが指示していた「振れ止め」と呼ばれる耐震対策の部品を水平方向と斜め方向に取りつけるよう書かれてあった。このうち、ななめ材が全く取り付けられていないことが発覚。8月20日夜に施設の管理業者が工事の欠陥を認めた。
また、後日の調査において、スタジオ・マシンジム（スポパーク松森の2F部分で今回の地震で被害のなかった箇所）の天井も同様にななめ材が全く取り付けられていないことが発覚している。設計監理者が指摘していたが改善がなされていなかった。
このため、スタジオ・マシンジムについては天井部分にななめ材を入れるなどの補強工事を行った。また、事故後行われたプールの改修工事においては、吊り天井を全て撤去し、塩素による腐食防止のため、鉄骨および屋根に防水塗装ならびにセラミック塗装を施した。
2005年12月10日には最後まで営業停止をしていたプールについても営業を再開し、全施設での営業を再開している。

### 地震を受けての改修内容と営業再開日
- フットサル場、テニスコート、ゲートボール場、ビオトープ（被害なしのため、特に改修なし）/2005年9月15日営業再開
- プールを除く屋内施設（天井パネル補強、詳細は「地震での天井落下」を参照のこと）/同年10月29日営業再開
- プール（天井パネル撤去、屋根部分改修、詳細は「地震での天井落下」を参照のこと）/同年12月10日営業再開